# 波尔恰
波尔恰（義大利語：Porcia），是意大利弗留利-威尼斯朱利亚大区波代诺内省的一个市镇。总面积29.49平方公里，人口15330人，人口密度519.8人/平方公里（2009年）。ISTAT代码为093032。